# Vraždy v Mississippi v červnu 1964
Vraždy v Mississippi v červnu 1964 je označení pro události související s únosem a vraždou tří aktivistů z hnutí za občanská práva. K vraždám došlo v Neshoba County, ve státě Mississippi v červnu 1964. Oběťmi byli Andrew Goodman a Michael "Mickey" Schwerner z New Yorku a James Chaney z Meridianu v Mississippi. Všichni tři byli členy organizací Council of Federated Organizations (COFO, Rada federálních organizací) a Congress of Racial Equality (CORE, Kongres rasové rovnosti). Během června se oběti podíleli na kampani Freedom Summer (Léto svobody), která měla za cíl registrovat afroamerické obyvatele Mississippi do voličských seznamů.
Goodman, Schwerner a Chaney cestovali z města Meridian do Longdaleu, aby si promluvili s členy černošského metodistického sboru o žhářském útoku na jejich kostel. 21. června 1964 byli zadrženi lokální policií u města Philadelphia (stát Mississippi) za překročení povolené rychlosti. Byli zadrženi a vzati do vazby. V noci byli propuštěni. Po opuštění města byli vytlačeni ze silnice třemi vozy, uneseni, převezeni na jiné místo a popraveni. Jejich těla útočníci převezli a pohřbili v nedaleké hliněné přehradě.
Vyšetřování bylo nejdříve vedeno jako pohřešování tří osob. Po třech dnech po jejich zmizení bylo nalezeno vyhořelé auto obětí v místní bažině. Případu se chopil Federální úřad pro vyšetřování (FBI), který nařídil masivní prohledávací akci okolí. Do pátrací akce bylo následně zapojeno také 400 vojáků námořnictva a místní a státní policisté. Těla obětí však byla nalezena až téměř po dvou měsících díky tipu. Během vyšetřování se ukázalo, že do vražd byli zapojení členové lokálních Bílých rytířů, nejnásilnější organizace v rámci Ku Klux Klanu, dále oblastní kancelář šerifa a policisté z města Philadelphia (stát Mississippi).
Vražda aktivistů vyvolala celonárodní pobouření a rozsáhlé vyšetřování pod dohledem médií. Vyšetřování FBI bylo vedeno pod názvem Mississippi Burning (MIBURN, Mississippi hoří). Poté, co státní soudy Mississippi odmítly podezřelé osoby stíhat z vraždy, byl v roce 1967 veden federální případ s 18 podezřelými z porušení občanských práv. Sedm podezřelých bylo odsouzeno k trestům od 3 do 10 let odnětí svobody. Avšak nejvíce strávili ve vězení šest let, než byli předčasně propuštěni. Pobouření veřejnosti z celého případu pomohlo prosadit zákon Voting Rights Act, který zakazoval diskriminaci při výkonu volebního práva.
V roce 2005, po 41 letech od vražd, byl případ znovu otevřen a jeden z pachatelů, Edgar Ray Killen, člen Ku Klux Klanu a nezávislý baptistický kazatel, byl státem Mississippi odsouzen za tři vraždy k 60 letům ve vězení. Killen zemřel ve vězení v roce 2018 ve věku 92 let. V červnu 2016 byl případ oficiálně uzavřen. O soudním procesu s Killenem byl v roce 2010 natočen dokumentární film s názvem Neshoba: The Price of Freedom.
Případ se stal základem příběhu filmu Hořící Mississippi z roku 1988, který natočil Alan Parker.

## Podezřelí
Celkem devět mužů bylo obviněno z plánování vraždy aktivistů:
- Lawrence A. Rainey, šerif policie v Neshoba County, v době zločinu mu bylo 41 let;
- Bernard L. Akin, obchodník s karavany, 41 let;
- Other "Otha" N. Burkes, policista města Philadelphia, 71 let;
- Olen L. Burrage, majitel přepravní společnosti, bývalý člen námořní pěchoty, 34 let;
- Edgar Ray Killen, baptistický kněz a majitel pily, 39 let;
- Frank J. Herndon, provozní drive-in kina, 46 let;
- James T. Harris, 30 let;
- Oliver R. Warner, majitel obchodu s potravinami, 54 let;
- Herman Tucker, dodavatel ve stavebnictví, 36 let;
- Samuel H. Bowers, 39 let.

Řada z podezřelých byla prokázanými členy lokálních Bílých rytířů Ku Klux Klanu. Klan byl s místem spojen ještě více. Dne 7. června 1964 se u nedalekého města Raleigh sešlo 300 příslušníků Ku Klux Klanu. Jeden z obviněných, Samuel H. Bowers, na setkání vystoupil a kampaň Freedom Summer organizace Congress of Racial Equality (CORE) označil za "negro-komunistickou invazi do Mississippi".
Ačkoliv se úřady při vyšetřování domnívaly, že se lynče účastnila řada dalších osob, obviněno bylo pouze deset osob. K devíti výše uvedeným ještě tehdy 26letý zástupce šerifa Cecil R. Price. Ten byl jako jediný svědkem celé události. Zatýkal aktivisty a byl rovněž svědkem jejich unesení a vraždy. Soudem byl odsouzen na šest let, ale byl předčasně propuštěn již po čtyřech a půl roku.